# Сухэ-Батор (район Улан-Батора)
Сухэ-Батор (монг. Сүхбаатар) — район Улан-Батора. Подразделяется на 20 хоронов (подрайонов).

## История
Район был основан в 1965 году и назван в честь Дамдина Сухэ-Батора, национального героя Монголии.

## Инфраструктура
Район находится в центре города. Большинство правительственных, образовательных и культурных организаций находятся здесь: Дом правительства Монголии, здание Парламента, 13 посольств, министерства, банк «Голомт», Главпочтамт, Дворец культуры, Программа развития ООН (ПРООН), Монгольский государственный университет и Университет Науки и Техники.
| Хороо | Инфраструктура (монг.)                                              |
| ----- | ------------------------------------------------------------------- |
| 1     | ҮСАХ, гостиница «Баянгол», 1-р төрөхөөс бодь автомотив              |
| 2     | Элит сургууль, Цирк, Ниссан моторс                                  |
| 3     | магазин «Миний», городок «Номун»                                    |
| 4     | Универмаг «Их-Дэлгур», Мэргэжилтний 20-с урагш Hi-Fi, школа № 45    |
| 5     | универмаг «Улаанбаатар», Өгөөж, школа № 6                           |
| 6     | от школы № 3 до МонГУ; площадь Сухэ-Батора                          |
| 7     | 11-р хороолол, школа «Орчлон»                                       |
| 8     | от Авто-плазы до Педуниверситета; Центральный дворец спорта         |
| 9     | 3-р сургуулийн ойролцоо                                             |
| 10    | 100 айл                                                             |
| 11    | 100 айл, Сонсголын бэрхшээлтэй хүүхдийн сургууль, Цагдаагийн гудамж |
| 12    | 3 буудал, 32-ын тойрог                                              |
| 13    | 4 буудал                                                            |
| 14    | 6 буудал                                                            |
| 15    | Дамбадаржаа, средняя школа № 58                                     |
| 16    | Бэлх                                                                |
| 17    | Дамбадаржаа                                                         |
| 18    | Бэлх                                                                |
| 19    | Шарга морьт                                                         |
| 20    | Бэлхийн шинэ эцэс                                                   |